# Солеймани, Гулямреза
Гулямреза Солеймани (перс. غلامرضا سلیمانی‎) — иранский генерал, командующий «Басидж». Участник ирано-иракской войны. В 2001—2008 годах командовал некоторыми дивизиями Корпуса стражей исламской революции. В 2008—2019 годах — командующий исфаханским провинциальным корпусом. С 2019 года — командующий «Басидж».